# Mazar-e Sarif
Mazar-e Sarif (en persa: مزار شريف, Mazār-e Šarīf) también llamada Mazār-e Sharīf, o simplemente Mazar, es una ciudad de Afganistán, capital de la provincia de Balj y la cuarta más grande y poblada del país. Cuenta con una población estimada de 500 207 habitantes para el año 2021. El idioma oficial de la ciudad es el dari y la urbe es reconocida a nivel internacional como una de las atracciones turísticas de Afganistán debido a sus famosos santuarios, así como sus sitios arqueológicos de la época islámica y helenística.
La ciudad de Mazar se encuentra en el norte del país, a 55 kilómetros de la frontera con Uzbekistán, y está unida por carreteras con Kunduz en el este, Kabul en el sureste, Herat en el suroeste y Termez en Uzbekistán en el norte. La antigua ciudad de Balj también está cerca.
Mazar-e Sarif significa "Noble Sepulcro", como referencia a la Mezquita Azul, ubicada en el centro de la ciudad, donde algunos chiitas y suníes creen que fue enterrado Ali Ibn Abi Tálib, primo y yerno del profeta Mahoma. Sin embargo los chiíes imamíes, y los historiadores, creen que el yacimientos arqueológicos musulmanes y helenísticos.
La región alrededor de Mazar-i-Sharif ha sido históricamente parte del Gran Jorasán y luego fue controlada por los dinastía tahirí seguido por la dinastía saffarí, por el Imperio samánida, por el Imperio gaznávida, por el Imperio gúrida, por el Ilkanato, por la dinastía timúrida y finalmente por el Kanato de Bujará hasta mediados del siglo XVIII cuando se convirtió en parte del Imperio durrani después de la firma de un tratado de amistad entre los emires Murad Beg y Ahmad Shah Durrani.

## Historia

### Periodo Antiguo

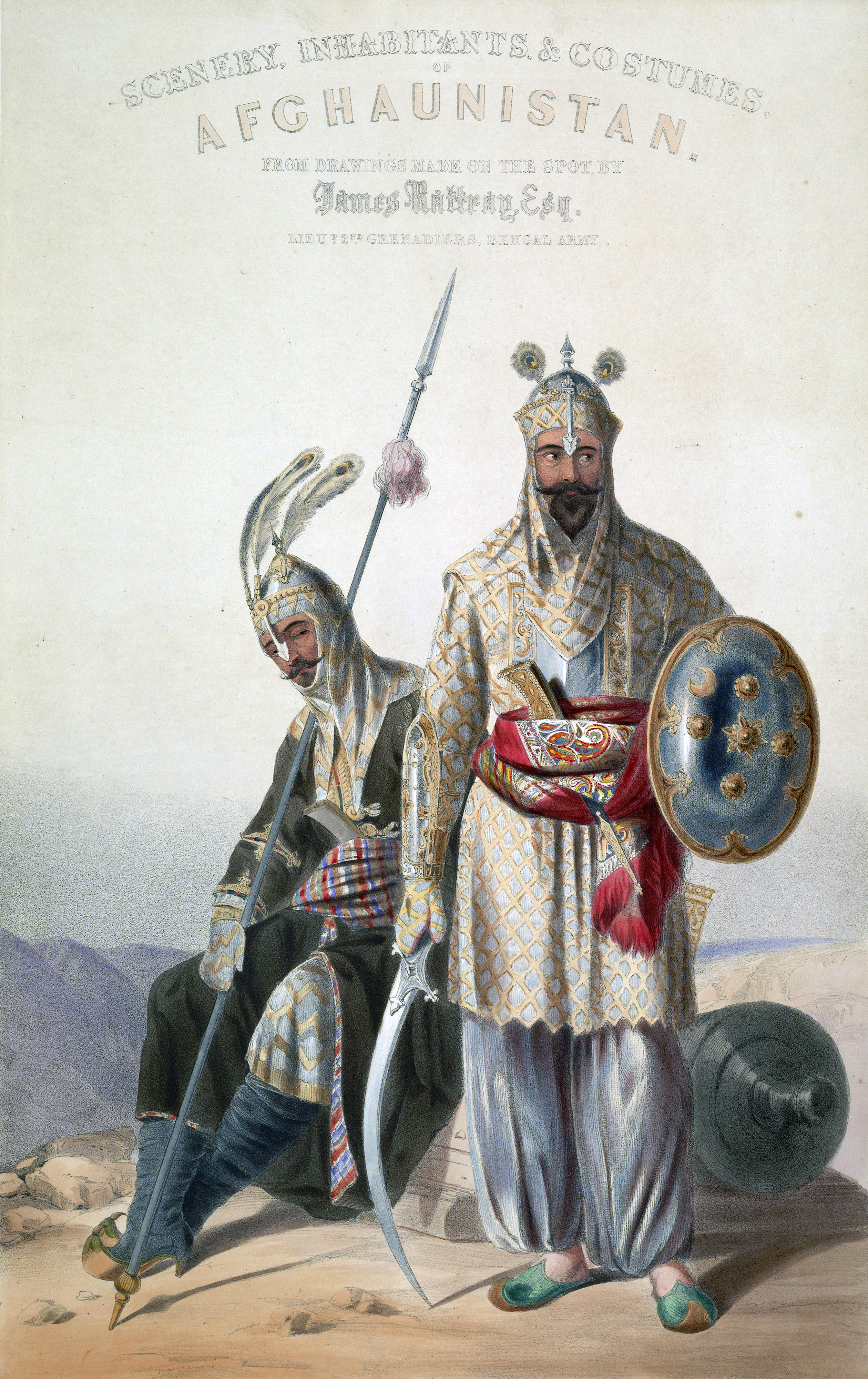
Soldados de Afganistán en 1847

Los aqueménidas controlaron la región desde el siglo VI a. C. El macedonio Alejandro Magno conquistó el área, pero luego se incorporó al Imperio seléucida después de la muerte del heleno. El declive de los seléucidas llevó en consecuencia al surgimiento del Reino grecobactriano. Alrededor del año 130 a. C., los sakas ocuparon la región y cayó el reino grecobactriano. Tiempo después, la tribu de los yuezhi tomó Mazar-e-Sarif y el área circundante, lo que llevó a la creación del Imperio Kushan. Posteriormente el Imperio sasánida controló la zona después de la caída de los Kushans. Pero las conquistas islámicas llegarían a Mazar-e-Sarif por el año 651.
Mazar-e Sarif debe su existencia a un sueño. A comienzos del siglo XII, un mulá local vio en un sueño que Ali bin Abi Tálib, primo y yerno del profeta, y uno de los cuatro líderes del Califato, se apareció a revelar que había sido enterrado secretamente cerca de la ciudad de Balj. Después de una investigación, el sultán selyúcida Sanjar ordenó la construcción de un sepulcro allí mismo, en donde estuvo hasta su destrucción por Gengis Kan. Aunque se reconstruyó más tarde, Mazar-e Sarif estuvo en la sombra de su vecina Balj, hasta que la ciudad fue abandonada en 1866 por razones de salud pública. Ese año Mazār se convirtió en capital del Turquestán afgano. 
Mazar-e Sarif es la capital de la provincia de Balj, y es la tercera ciudad más grande de Afganistán. Su población la conforman tayikos, uzbekos, pastúnes, hazaras y turkmenos. Por su geografía, la ciudad ha sido tradicionalmente observada en el eje entre las ciudades históricas de Bujará al norte y Kabul al sur.
Durante la guerra de Afganistán (1978-1992), Mazar-e Sarif fue una base estratégica para el Ejército Rojo, y usada como aeropuerto para el lanzamiento de aviones de ataque a los muyahidines afganos. A comienzos de 1990, después de la retirada de la Unión Soviética de Afganistán, Mazār comenzó a caer lentamente a manos de milicias tayikas y uzbekas (Jamiat-e Islami de Ahmad Shah Masud y Rabbani, ambos tayikos, y, Jumbesh-e Melli de Abdul Rashid Dostum, quien es uzbeko). Como una guarnición del ejército afgano en el periodo comunista, la ciudad estuvo bajo el comando de Dostum, quien se amotinó en contra del régimen de Najibullah de Kabul en 1992 y estableció la administración autónoma de Afganistán del Norte con la ayuda de Massoud.
Bajo la milicia uzbeka de Dostum Jumbesh-e Melli, Mazar-e Sarif fue un oasis de paz durante la guerra civil; con el resto del país desintegrado por presiones políticas, Dostum estableció lazos con los nuevos estados turcomanos independientes de Asia Central, imprimieron su propia moneda y establecieron su propia aerolínea. Esta paz fue hecha añicos en mayo de 1997, cuando él fue traicionado por uno de sus generales, Abdul Malik, y huyendo de Mazar-e Sarif y algunos de los talibanes se prepararon para tomar la ciudad. 

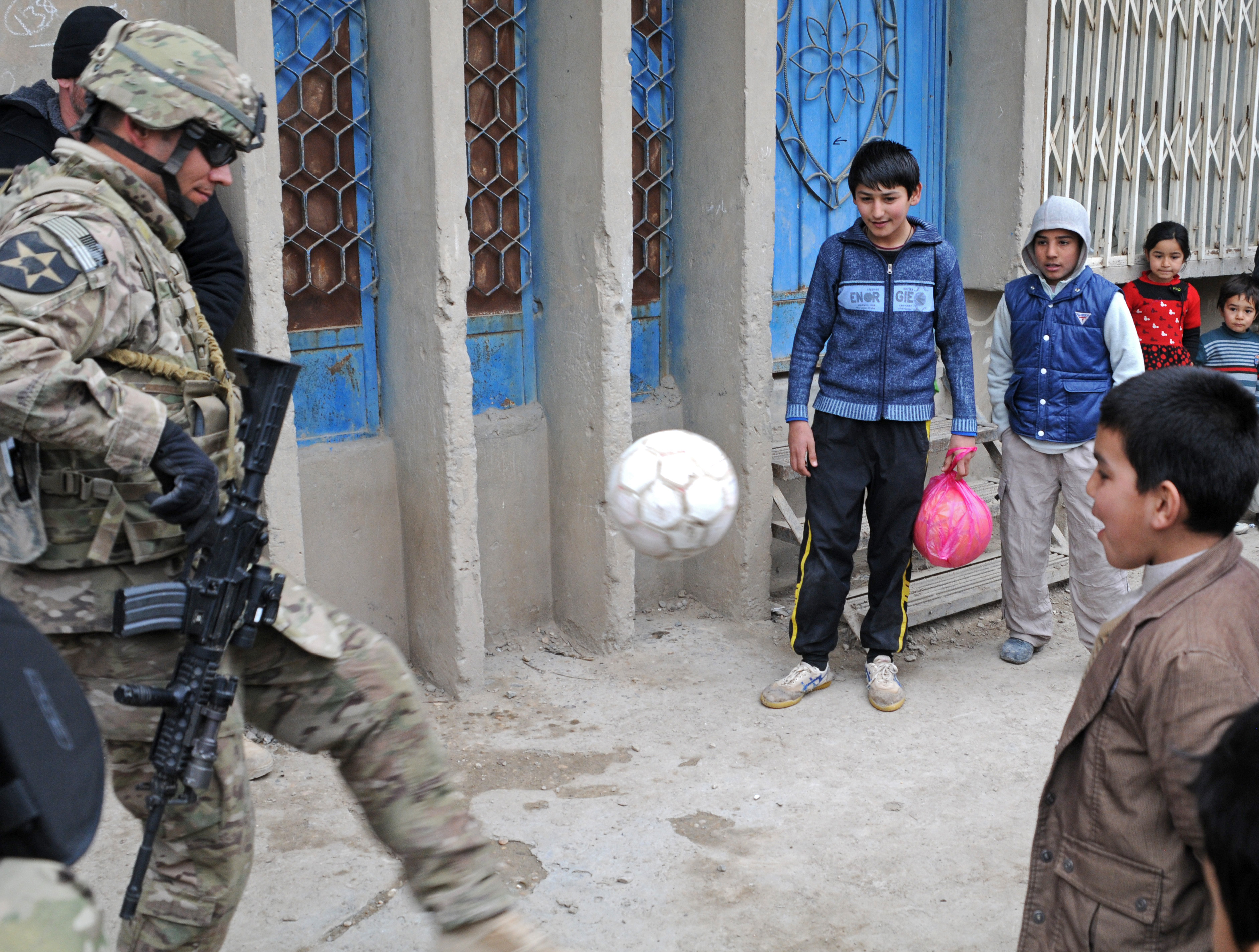
Un soldado de los Estados Unidos en Mazar-e Sharif

Entre mayo y julio de 1997 unos 2500 talibanes fracasaron en su intento de tomar la ciudad, siendo masacrados por Abdul Malik y sus seguidores chiitas. En venganza por este incidente, el 8 de agosto de 1998, los talibanes retornaron y lideraron una matanza frenética de seis días de hazaras y otra gente local. Poco después, la ciudad fue ocupada y tomada de nuevo por los talibanes. La captura de Mazār incitó a Pakistán reconocer el régimen talibán.
Después de los atentados del 11 de septiembre, Mazar-e Sarif fue la primera ciudad afgana que cayó en manos de la Alianza del Norte (milicias formadas). Los talibanes se retiraron de la ciudad rápidamente, siendo derrotados al norte y al oeste de Afganistán. El 9 de noviembre de 2001 la ciudad fue recapturada por la Alianza del Norte después de intensas batallas con ayuda de los Estados Unidos. Un alegato por la masacre de soldados talibanes por fuerzas aliadas se ha tomado lugar cerca de la ciudad.

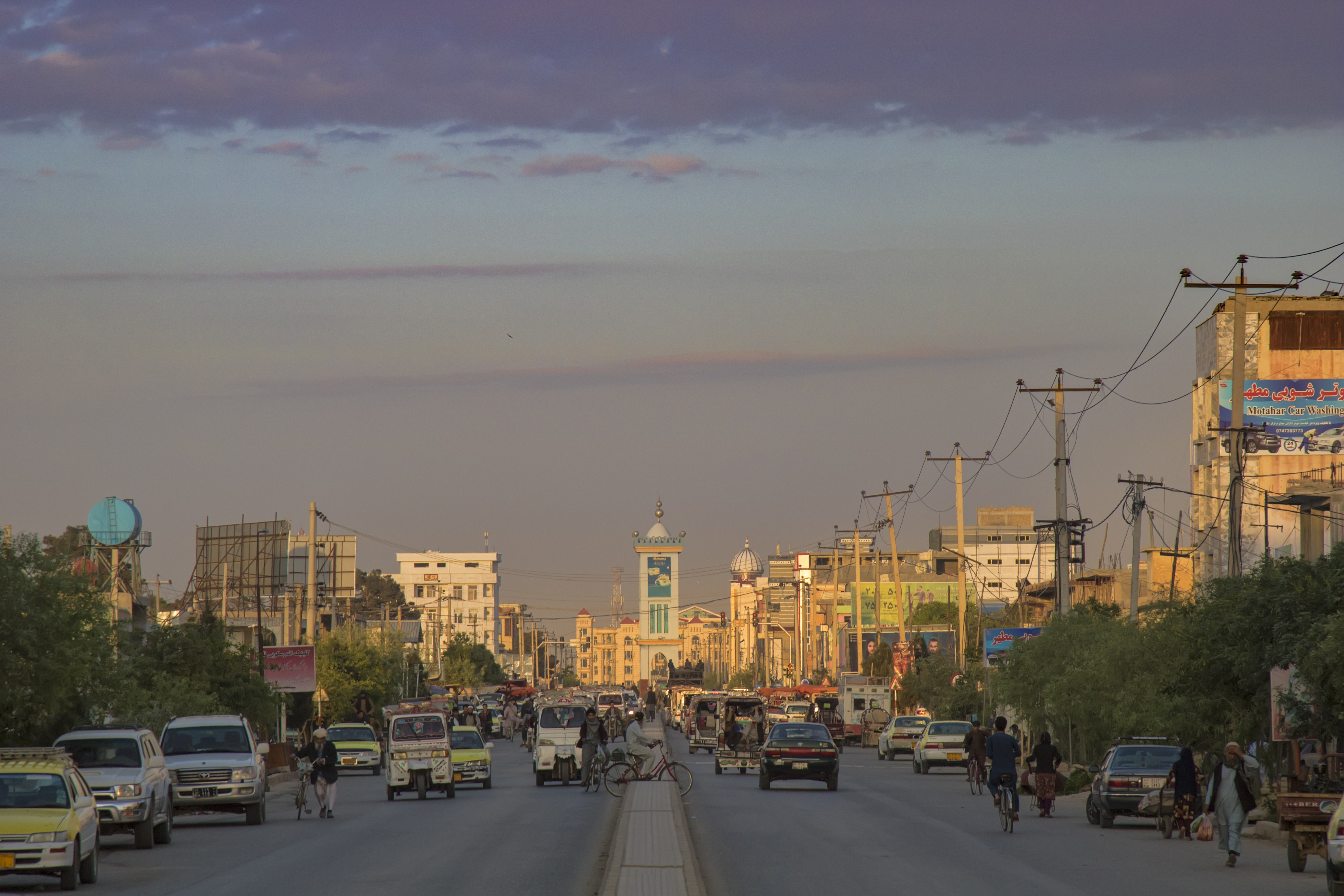
Calle de la ciudad en 2018

Una pequeña escalada de conflictos entre milicias de diferentes comandantes persistió hasta el 2002, en que se produjo un pacto por intermediación de la ONU y un programa de desarme. Después de varias presiones, la Comisión Afgana Independiente de los Derechos Humanos abrió una oficina en Mazār en abril del 2003.

## Industria

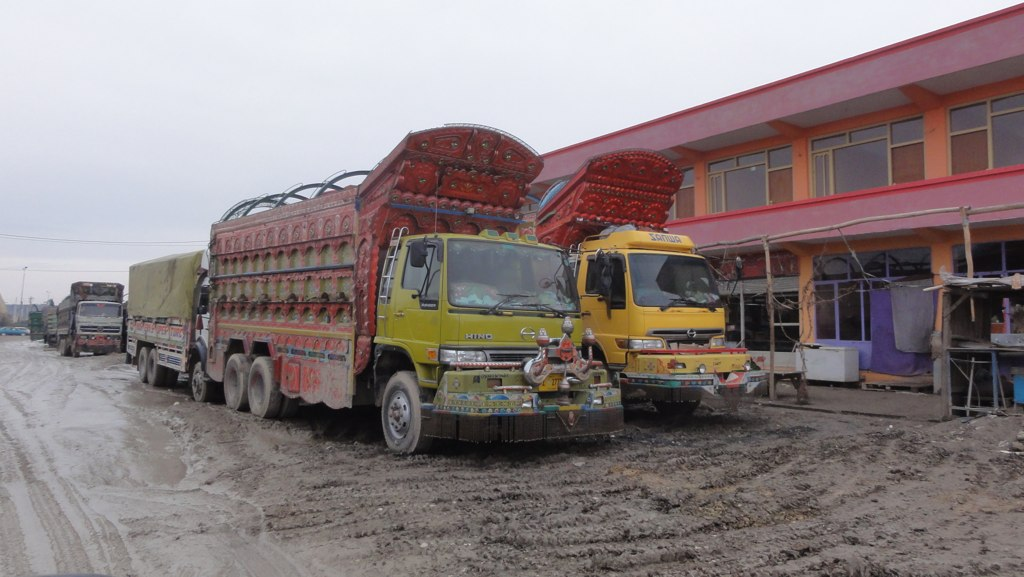
Camiones de Afganistán

La economía local es dominada por la agricultura y la producción de aceite de caracol; la pequeña explotación de aceite y gas ha aumentado la prosperidad de la ciudad. La ciudad es el centro tradicional del buzkashi, y su sepulcro es el foco de las celebraciones del Noruz en Afganistán.
En agosto de 2010 se anunció el descubrimiento de un gran yacimiento de petróleo que en un inicio se calculó en mil ochocientos millones de barriles de crudo.

## Monumentos y lugares

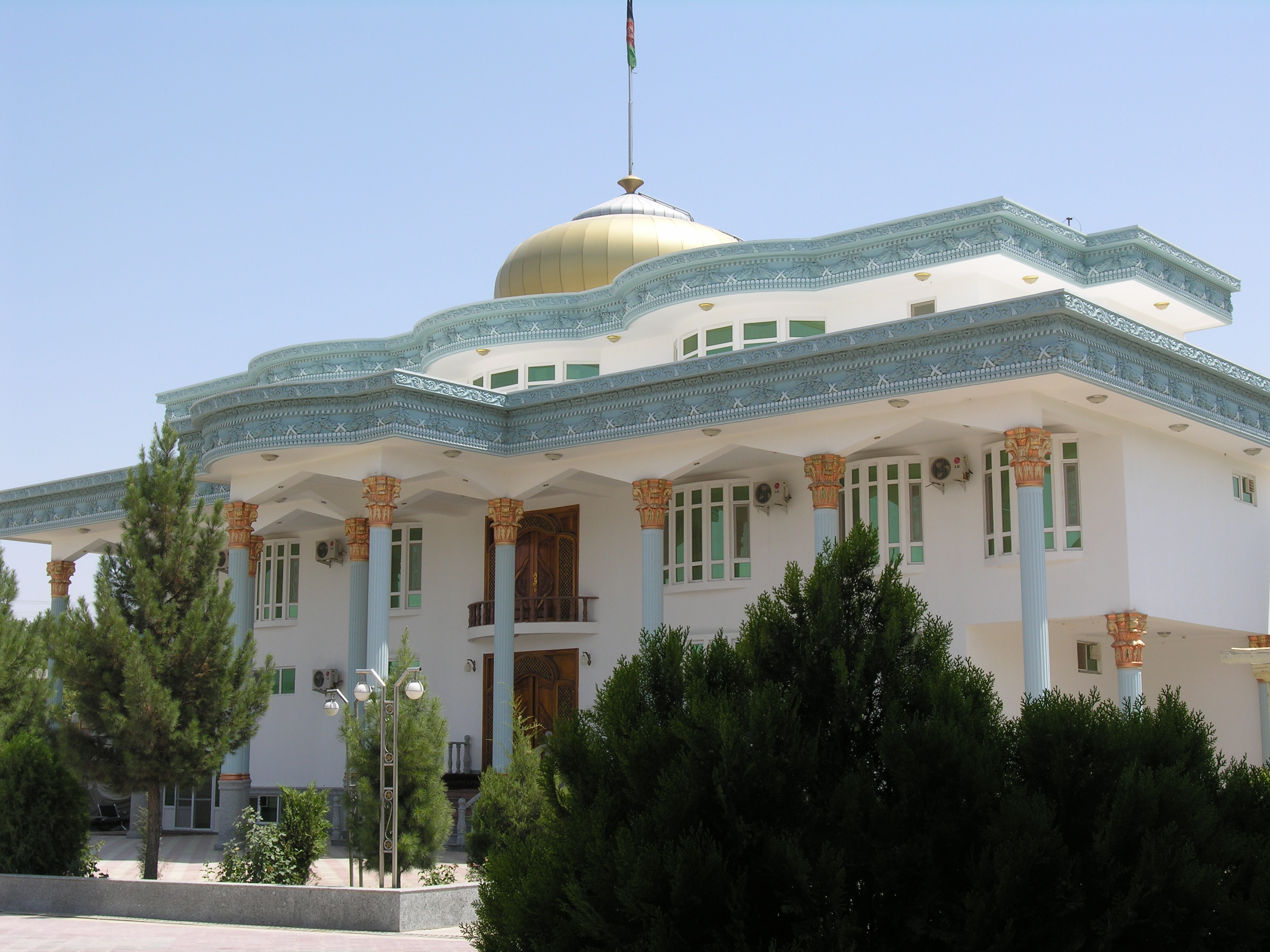
Palacio del gobernador

La moderna ciudad de Mazar-e Sarif está centrada alrededor del sepulcro de Hazrat Ali. Debido a su restauración, es uno de los monumentos más gloriosos de Afganistán. Cerca se encuentra la antigua ciudad de Balj, que posee mucho interés para el visitante. Mazar-e Sarif se convirtió en la capital del Turquestán afgano en 1866.
- Sepulcros y mezquitas
  - Sepulcro de Hazrat Ali
- Hoteles
  - Hotel Serena
- Universidades
  - Universidad de Balj

- Aeropuertos
  - Aeropuerto de Mazar-e Sarif
- Bancos

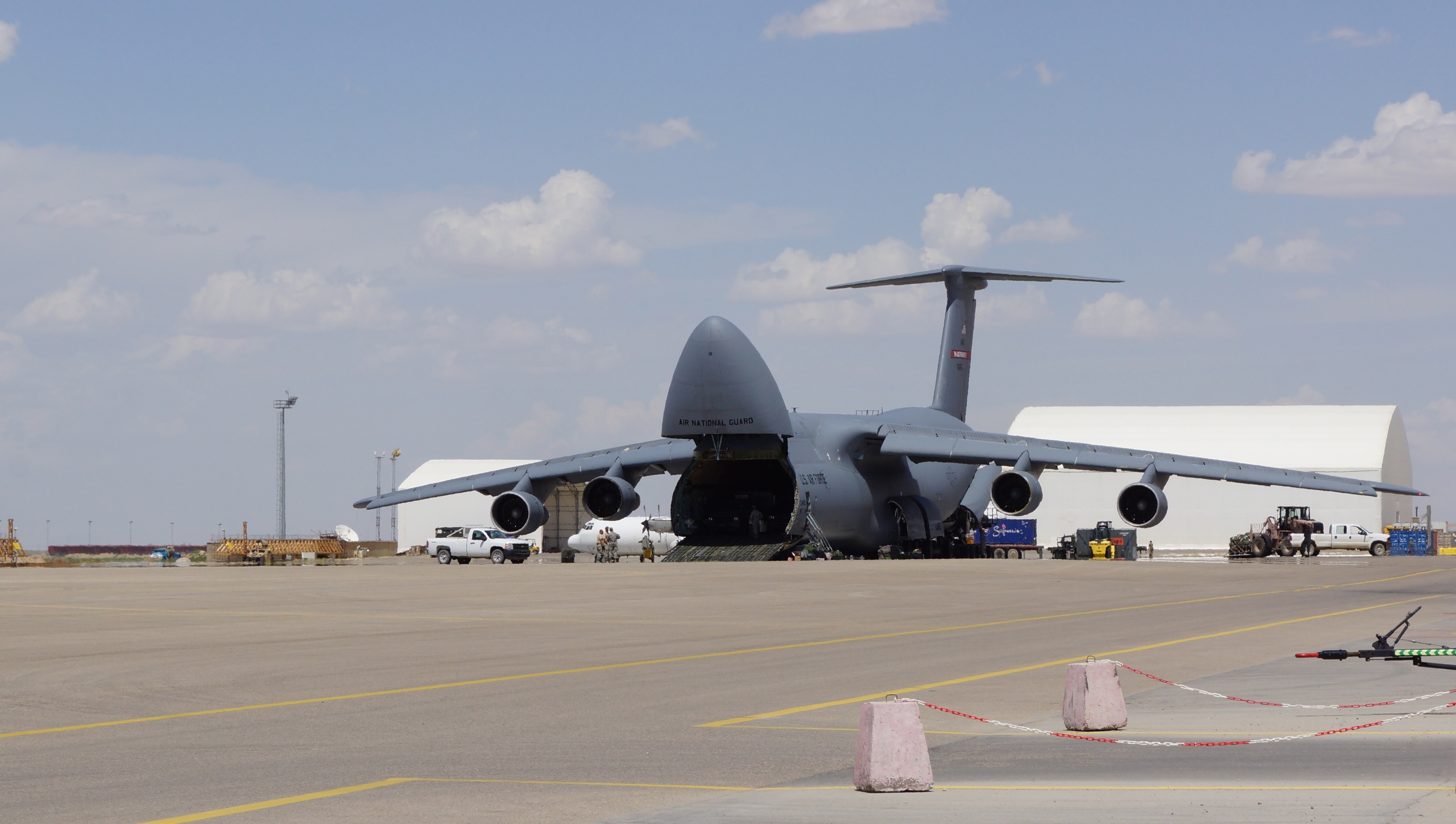
Aeropuerto de Mazar-e Sarif

  - Banco Internacional de Afganistán
  - Banco Azizi
  - Banco de Kabul
- Servicios de comunicaciones
  - Radio Afgana
  - Roshan